# Campionato nordamericano maschile di pallavolo 1989
L'XI campionato nordamericano maschile di pallavolo si è svolto dall'8 al 15 luglio 1989 a San Juan, a Porto Rico. Al torneo hanno partecipato 12 squadre nazionali nordamericane e la vittoria finale è andata per l'ottava volta, la seconda consecutiva, a Cuba.

## Gironi
| Girone A                                                                         | Girone B                                               |
| -------------------------------------------------------------------------------- | ------------------------------------------------------ |
| Antille Olandesi Canada Haiti Isole Vergini Americane Porto Rico Rep. Dominicana | Costa Rica Cuba Guatemala Honduras Messico Stati Uniti |

## Fase finale

### Finali 1º e 3º posto
|  | Semifinali  | Semifinali  | Semifinali |        |      | Finale 1º/2º posto | Finale 1º/2º posto | Finale 1º/2º posto |  |
|  |             |             |            |        |      |                    |                    |                    |  |
|  | Cuba        | Cuba        | 3          |        |      |                    |                    |                    |  |
|  | Cuba        | Cuba        | 3          |        |      |                    |                    |                    |  |
|  | Porto Rico  | Porto Rico  | 0          |        |      |                    |                    |                    |  |
|  | Porto Rico  | Porto Rico  | 0          |        | Cuba | Cuba               | 3                  |                    |  |
|  |             |             |            |        | Cuba | Cuba               | 3                  |                    |  |
|  |             |             | Canada     | Canada | 0    |                    |                    |                    |  |
|  | Canada      | Canada      | Canada     | Canada | 0    | 3                  |                    |                    |  |
|  | Canada      | Canada      |            |        |      | 3                  |                    |                    |  |
|  | Stati Uniti | Stati Uniti | 1          |        |      | Finale 3º/4º posto | Finale 3º/4º posto | Finale 3º/4º posto |  |
|  | Stati Uniti | Stati Uniti | 1          |        |      |                    |                    |                    |  |
|  |             |             |            |        |      |                    |                    |                    |  |
|  |             |             |            |        |      | Stati Uniti        | Stati Uniti        | 3                  |  |
|  |             |             |            |        |      | Stati Uniti        | Stati Uniti        | 3                  |  |
|  |             |             |            |        |      | Porto Rico         | Porto Rico         | 0                  |  |

### Finali 5º e 7º posto
|  | Semifinali       | Semifinali       | Semifinali      |                 |         | Finale 5º/6º posto | Finale 5º/6º posto | Finale 5º/6º posto |  |
|  |                  |                  |                 |                 |         |                    |                    |                    |  |
|  | Messico          | Messico          | 3               |                 |         |                    |                    |                    |  |
|  | Messico          | Messico          | 3               |                 |         |                    |                    |                    |  |
|  | Antille Olandesi | Antille Olandesi | ?               |                 |         |                    |                    |                    |  |
|  | Antille Olandesi | Antille Olandesi | ?               |                 | Messico | Messico            | 3                  |                    |  |
|  |                  |                  |                 |                 | Messico | Messico            | 3                  |                    |  |
|  |                  |                  | Rep. Dominicana | Rep. Dominicana | ?       |                    |                    |                    |  |
|  | Rep. Dominicana  | Rep. Dominicana  | Rep. Dominicana | Rep. Dominicana | ?       | 3                  |                    |                    |  |
|  | Rep. Dominicana  | Rep. Dominicana  |                 |                 |         | 3                  |                    |                    |  |
|  | Costa Rica       | Costa Rica       | ?               |                 |         | Finale 7º/8º posto | Finale 7º/8º posto | Finale 7º/8º posto |  |
|  | Costa Rica       | Costa Rica       | ?               |                 |         |                    |                    |                    |  |
|  |                  |                  |                 |                 |         |                    |                    |                    |  |
|  |                  |                  |                 |                 |         | Antille Olandesi   | Antille Olandesi   | 3                  |  |
|  |                  |                  |                 |                 |         | Antille Olandesi   | Antille Olandesi   | 3                  |  |
|  |                  |                  |                 |                 |         | Costa Rica         | Costa Rica         | ?                  |  |

### Finali 9º e 11º posto
|  | Semifinali              | Semifinali              | Semifinali |          |       | Finale 9º/10º posto     | Finale 9º/10º posto     | Finale 9º/10º posto  |  |
|  |                         |                         |            |          |       |                         |                         |                      |  |
|  | Honduras                | Honduras                | 3          |          |       |                         |                         |                      |  |
|  | Honduras                | Honduras                | 3          |          |       |                         |                         |                      |  |
|  | Isole Vergini Americane | Isole Vergini Americane | ?          |          |       |                         |                         |                      |  |
|  | Isole Vergini Americane | Isole Vergini Americane | ?          |          | Haiti | Haiti                   | 3                       |                      |  |
|  |                         |                         |            |          | Haiti | Haiti                   | 3                       |                      |  |
|  |                         |                         | Honduras   | Honduras | ?     |                         |                         |                      |  |
|  | Haiti                   | Haiti                   | Honduras   | Honduras | ?     | 3                       |                         |                      |  |
|  | Haiti                   | Haiti                   |            |          |       | 3                       |                         |                      |  |
|  | Guatemala               | Guatemala               | ?          |          |       | Finale 11º/12º posto    | Finale 11º/12º posto    | Finale 11º/12º posto |  |
|  | Guatemala               | Guatemala               | ?          |          |       |                         |                         |                      |  |
|  |                         |                         |            |          |       |                         |                         |                      |  |
|  |                         |                         |            |          |       | Guatemala               | Guatemala               | 3                    |  |
|  |                         |                         |            |          |       | Guatemala               | Guatemala               | 3                    |  |
|  |                         |                         |            |          |       | Isole Vergini Americane | Isole Vergini Americane | ?                    |  |

## Classifica finale
| Classifica | Squadre                 | Qualificazione       |
| ---------- | ----------------------- | -------------------- |
|            | Cuba                    | Coppa del Mondo 1989 |
|            | Canada                  |                      |
|            | Stati Uniti             |                      |
| 4          | Porto Rico              |                      |
| 5          | Messico                 |                      |
| 6          | Rep. Dominicana         |                      |
| 7          | Antille Olandesi        |                      |
| 8          | Costa Rica              |                      |
| 9          | Haiti                   |                      |
| 10         | Honduras                |                      |
| 11         | Guatemala               |                      |
| 12         | Isole Vergini Americane |                      |